# Les Jambons
Les Jambons est un groupe de musique humoristique français, originaire de la région nantaise, en Loire-Atlantique. Formé en 1988, ils se nomment initialement Les Piétons, avant de se rebaptiser Les Jambons en 1995 jusqu'à leur séparation en 2006.

## Biographie
Une bande de cinq copains forme le groupe Les Piétons en 1988. Ils doivent renoncer à leur nom en 1994, à la suite de la plainte d'une troupe de théâtre parisienne, et choisissent alors Madame Robert, en hommage à une chanson de Nino Ferrer. En 1995, à la suite d'un changement de line up, ils adoptent définitivement le nom « Les Jambons ». Le nom du groupe vient d'une de leurs expressions, « jambonner », qui signifie « faire un bœuf » ou encore jouer de la musique[réf. nécessaire].
Depuis leur origine, Les Jambons marquent rapidement le public des cafés et des salles de la région nantaise qui jalonnent leurs débuts. De fait, leur succès est rapide, s'appuyant sur une génération de fans des VRP mais aussi grâce à un public qui leur est propre[réf. nécessaire]. Bien que n'étant pas des habitués des grandes scènes, Les Jambons sillonnèrent la France, ainsi que la Belgique, la Suisse et le Québec, fréquentant les cafés concerts, les fêtes de villages et les festivals, rassemblant un public de plus en plus large et laissant à leur actif plus de 800 concerts.
Peut-être à cause de ce périple continuel, ou d'un style de musique très contraignant, les membres du groupe changèrent souvent. En dix ans, il y eut trois batteurs, trois contrebassistes et deux guitaristes. Ce furent ces changements fréquents, laissant le chanteur comme seul membre d'origine, qui conduisit à la dissolution du groupe. Les Jambons ont réalisé trois albums. Le groupe se sépare en 2006,.

## Style musical
Leur style musical peut être aisément considéré de la même fibre que celui des VRP. Leur musique emprunte sans complexe à tous les styles : de leur propre aveu ils se réclament de James Brown, Django Reinhardt, Georges Brassens, Mike Brant, AC/DC ou encore Alan Stivell. La musique est interprétée à l'aide d'une instrumentation  originale : on peut voir une section cuivre composée uniquement de kazoo, une contrebassine (sorte de contrebasse de récupération composée d'une cuvette en plastique, d'un manche à balai  et d'une corde à linge) et une batterie tenant plus de celle de cuisine que celle musicale par sa composition hétéroclite de poêles, de casseroles, de tuyaux, de boîtes de conserve et de divers objets métalliques, incluant même une caisse en bois de mines anti-char[réf. nécessaire].
Leurs textes font preuve de tous les styles d'humour, du jeu de mots sans second degré à la subtilité la plus complète en passant par l'humour noir faisant grincer les dents et la blague qui fait rire. Malgré ces éléments, les chansons se composent souvent de satiriques attaques contre le monde de la grande distribution, de la restauration rapide, des médias et de la politique, accompagnées du récit souvent cynique de la vie quotidienne et assaisonnées d'un lyrisme simple que l'on pourrait aussi nommer « ce qui leur passe par la tête ». Malgré cette apparence de bouffons, leurs interprétations n'en restent pas moins très travaillées. Les musiques, les chorégraphies loufoques et même les sketches s’appuyaient sur la répétition, avec une adaptation au public, et non sur l'improvisation[réf. nécessaire].

## Membres
- Philippe Chasseloup — parolier, chant, harmonica
- Laurent Bouvron — chant, guitare (qui succédera à Mathieu Pichon, fils de Michel Pichon le dessinateur BD)
- Jérôme Cahagnier — chant, contrebasse (qui succédera à Guillaume Escoffié, lui-même succédant à Gilles Renaud)
- Sébastien Gazull — batterie (qui succéda à Michel Pinault, lui-même succédant à Thierry Pétel)
- Dr Dom (Dominique Rousseau) — régie son
- Éric Planchot — régie lumière
- Bébert (Philippe Arbert) — régie lumière